# Alfred Quesnay de Beaurepaire
Pour les articles homonymes, voir Quesnay et Beaurepaire.
Cet article concerne l'illustrateur français. Pour le musicien français, voir Alfred Quesnay. Pour les autres homonymes, voir Quesnay.
Philibert Alfred Quesnay de Beaurepaire dit Beaurepaire, né le 2 avril 1830 à Saumur (Maine-et-Loire) et mort le 26 août 1898 à Bourron (Seine-et-Marne), est un militaire, romancier, peintre et illustrateur français.

## Biographie
Son père, Jean-Marie Quesnay, descendant de l'économiste François Quesnay, avocat, juge à Saumur, fut autorisé à ajouter « de Beaurepaire » à son nom en 1859.
Alfred Quesnay de Beaurepaire est le frère aîné de Jules Quesnay de Beaurepaire, le magistrat qui accabla Alfred Dreyfus et sombra dans un délire conspirationniste.
Signant « A. de Beaurepaire », il expose ses toiles au Salon en 1874 et on connaît de lui quelques bronzes délicats, qui tranchent avec ses motifs habituels, à savoir des scènes militaires mais aussi des courses de chevaux. Il fut maître de dessin à l'École polytechnique en 1891.
Il est promu officier de la Légion d'honneur en 1894.
Il illustra de ses dessins nombre d'ouvrages, parfois signés Beaurepaire, dont Le Pays des fourrures de Jules Verne (1873) avec Jules Férat, et produisit des écrits essentiellement pour le compte de la Librairie Firmin-Didot.

## Œuvres

### Peinture
- Bataille de Solférino, 1874, La Flèche, Prytanée national militaire.
- Portrait de Jeanne Lambert à l'âge de cinq ans, 1878[réf. nécessaire].

### Ouvrages illustrés ou signés
- Jules Verne, Le Pays des fourrures, avec Jules Férat, 1873.
- Gustave Demoulin, Le roman d'un apprenti, 1888.
- A. Miles, Une famille de polytechniciens, 1888.
- E. Marlitt, la petite princesse des bruyères, 1889.
- De Wissembourg à Ingolstadt 1870-1871, souvenirs d'un capitaine prisonnier de guerre en Bavière, coll. « La France moderne », 1890.
- Edmond Deschaumes, La retraite infernale, Armée de la Loire (1870-1871), coll. « La France moderne », 1890.
- Gustave Marchal, La Guerre de Crimée, 1894.
- L'âne des korrigans : légende bretonne suivi de Les bateaux noirs de Belle-Isle (légendes du Morbihan), 1894.
- Causerie à propos du dessin militaire, Fanchon, 1896.

Illustrations de Beaurepaire pour Le Pays des fourrures de Jules Verne (1873)
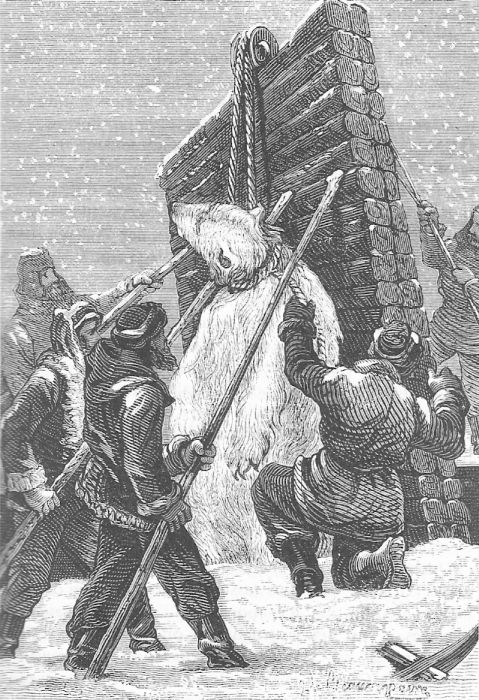
« Ce ne fut pas sans peine que la bête fut extraite. »
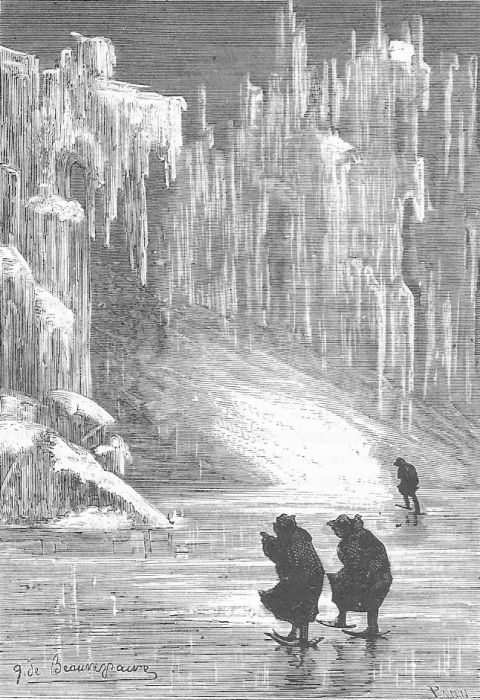
« Un pays nouveau naissait. »
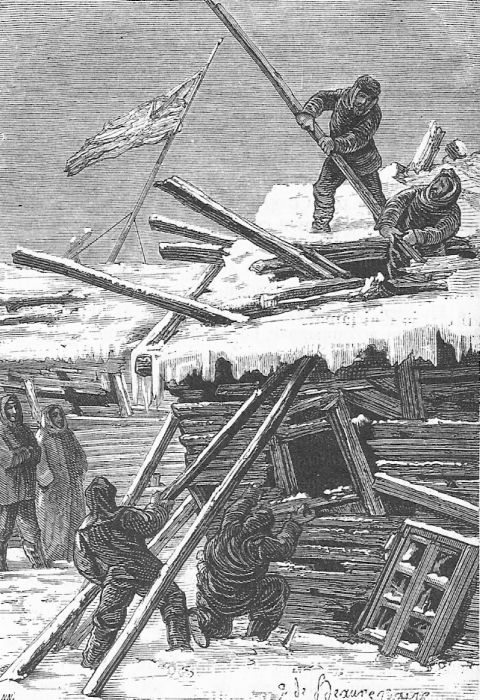
« Voyez à quoi ressemble notre maison ! »
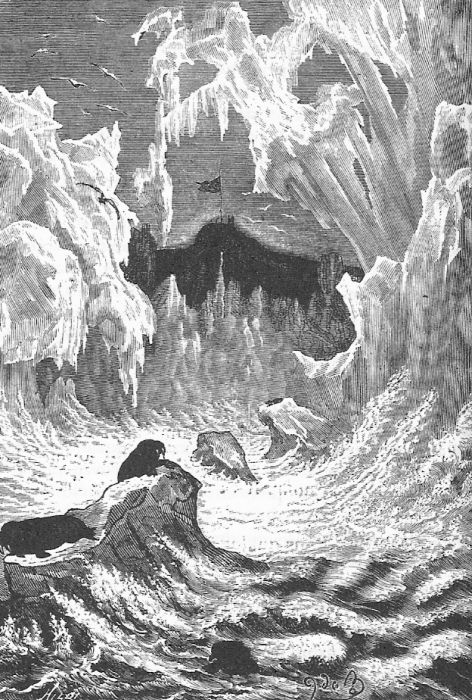
« La rupture des glaces s’opérait… »
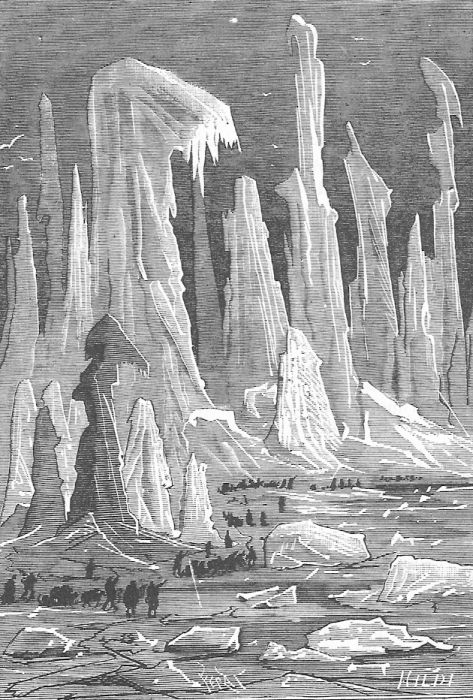
« Aussi, en tournant ces montagnes de glace… »

## Distinctions
- Officier d'académie
- Officier de la Légion d'honneur (1894)
- Ordre du Médjidié